# Helminthosphaeria odontiae
Helminthosphaeria odontiae är en svampart som tillhör divisionen sporsäcksvampar, och som beskrevs av Höhn.. Helminthosphaeria odontiae ingår i släktet Helminthosphaeria, och familjen Helminthosphaeriaceae. Arten är reproducerande i Sverige.